# Sint-Vincentiuscollege (Ieper)
Het College Ieper was vroeger bekend onder de naam Sint-Vincentiuscollege. De school werd gesticht in 1834 en ligt nabij de Menenpoort in de Bollingstraat. Er kunnen enkel aso-richtingen gevolgd worden.

## Geschiedenis

### Beginjaren
Voor 1834 bestond in Ieper al enkele jaren een gemeentelijk college met een Latijnse humaniora. Maar de katholieke burgers wilden een nieuw, katholiek college. Het Ieperse stadsbestuur, toen bestaande uit katholieken en liberalen, ging op die vraag in en zorgde voor de gebouwen en financiering.
In het begin waren er Latijnse klassen en vier lagere klassen. Maar toen de liberalen in 1839 de verkiezingen wonnen, had dit een weerslag op de relatie tussen liberalen en katholieken. Het nieuwe stadsbestuur dwong het katholieke college om nieuwe gebouwen te zoeken en de subsidies werden ingetrokken.
De klassen verhuisden voor drie jaar naar de D'hondtstraat. Na de paasvakantie van 1844 werd er les gegeven in de Meensestraat. Er werd dan ook gestart met een internaat.

### Eerste Wereldoorlog
Tijdens de Eerste Wereldoorlog werd Ieper, en dus ook het katholieke college, platgebombardeerd. Cyriel Devisschere, de eerste naoorlogse principaal, zorgde voor de wederopbouw van het college en in 1920 werd er opnieuw les gegeven. In 1921 besliste men te verhuizen naar het Guido Gezelleplein, bij de Sint-Jacobskerk. In ruim twee jaar stond het complex er.

### Tweede Wereldoorlog
De Tweede Wereldoorlog brak uit drie weken nadat principaal Hlodwig Rooryck benoemd werd. Het college was een van de weinige scholen die actief bleven tijdens de oorlog.

### Hervorming scholengemeenschap Ieper
Vanaf het schooljaar 2013-2014 wordt er alleen les gegeven in het College aan de derde- tot zesdejaars. De eerste- en tweedejaars volgen les in het Lyceum (middenschool).

### Hervorming Secundair onderwijs
Na de hervorming in het Vlaams voortgezet onderwijs werden er deels nieuwe richtingen aangeboden, bestaande uit: 
- Economische wetenschappen
- Humane wetenschappen
- Natuurwetenschappen (Gaat zich verdiepen in Fysica, Chemie en biologie)
- Sportwetenschappen (Hierbij krijgt de leerling 5 uur per week L.O. in plaats van 2 uur per week)
- Moderne talen
- Latijn
- Grieks-Latijn

De studierichtingen van het 4de, 5de en het 6de zullen pas aangepast worden wanneer leerlingen van het jaar 2007 naar het desbetreffende jaar gaan. 
Voor meer info over de studie richtingen, ga naar de website van Het College https://web.archive.org/web/20210904060843/https://collegeieper.smsi.be/studieaanbod-2de-graad-2/.

## Bekende oud-leerlingen
- Albert Nyssens (1855-1901), jurist, oud-minister
- Placide Bernardus Haghebaert (1849-1905), priester en schrijver
- Adiel Debeuckelaere (1888-1979), leider frontbeweging, parlementslid
- Joris Six (1887-1952), bisschop
- Daniël Merlevede (1911-2014), academicus en publicist
- Paul Breyne (1947), oud-gouverneur van West-Vlaanderen
- Luc Dehaene (1951), oud-burgemeester van Ieper
- Yves Leterme (1960), oud-premier van België
- Karl Vannieuwkerke (1971), sportverslaggever, journalist en presentator
- Isaac Delahaye (1982), muzikant
- Maxime Vantomme (1986), wielrenner
- Elise Ramette (1998), basketbalspeelster

## Oud-leerkracht
- Hugo Verriest (principaal)